# 雷布納亞鎮區

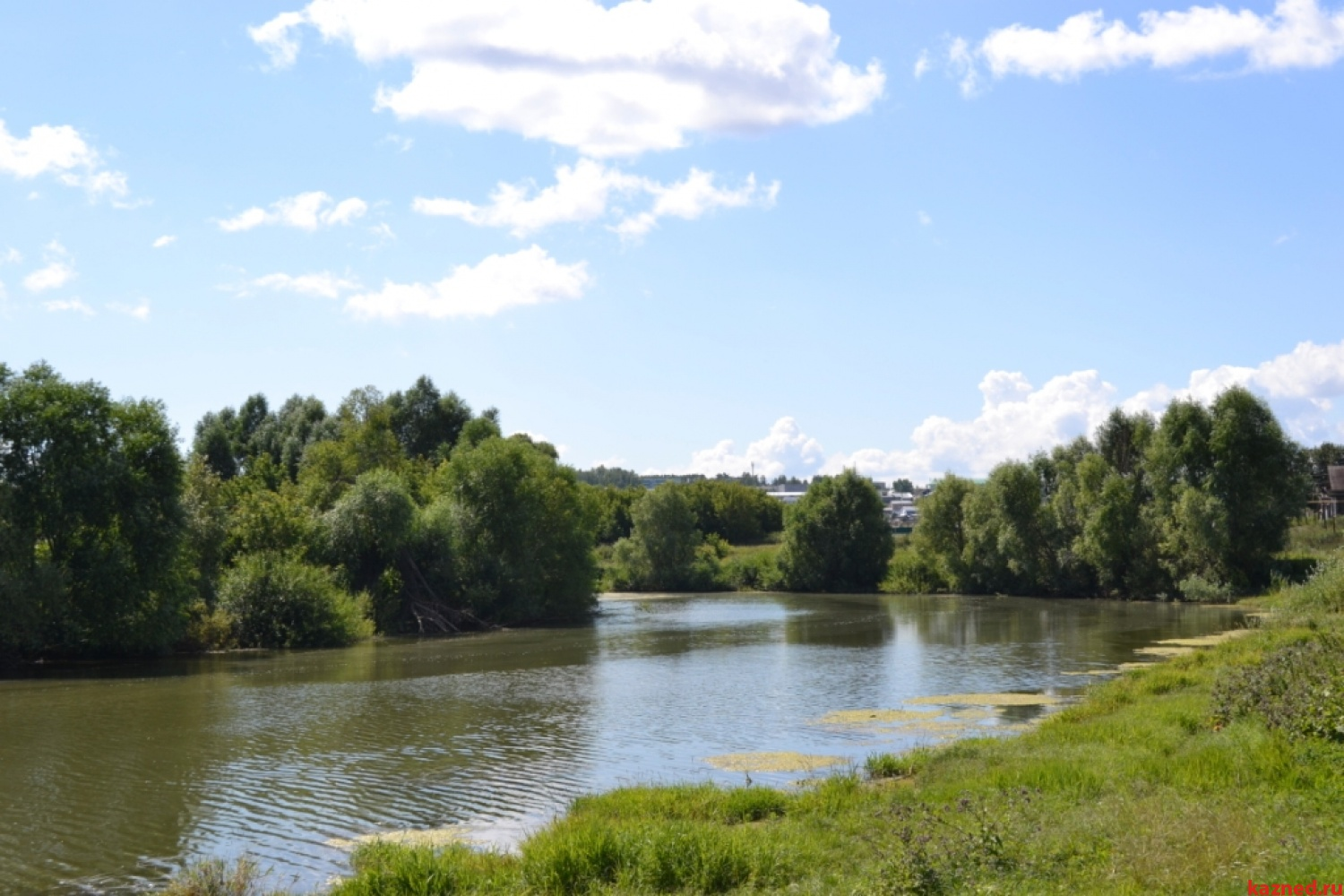

55°32′N 50°20′E / 55.533°N 50.333°E
雷布納亞鎮區（俄语：Рыбно-Слободский район），是俄羅斯的一個區，位於該國西部，由韃靼斯坦共和國負責管轄，面積2,052平方公里，2010年人口27,630，人口密度每平方公里13.46人。